# Mayna hystricina
Mayna hystricina är en tvåhjärtbladig växtart som först beskrevs av Henry Allan Gleason, och fick sitt nu gällande namn av Herman Otto Sleumer. Mayna hystricina ingår i släktet Mayna och familjen Achariaceae. Inga underarter finns listade i Catalogue of Life.